# Championnat du Guatemala de football 1964-1965
Navigation
Saison précédente Saison suivante
La Liga Nacional 1964-1965 est la treizième édition de la première division guatémaltèque.
Lors de ce tournoi, le CSD Municipal a tenté de conserver son titre de champion du Guatemala face aux onze meilleurs clubs guatémaltèques.
Chacun des douze clubs participants était confronté deux fois aux onze autres équipes.

## Les 12 clubs participants
| \| Guatemala: Aurora FC CSD Comunicaciones IGSS CSD Municipal Tipografía Nacional Universidad SC Antigua GFC Guatemala Deportivo Botrán Xelaju MC Cobán Imperial Guatemala Juventud Escuintleca Guatemala Deportivo Marquense Guatemala Deportivo Botrán Xelaju MC \| Localisation des clubs engagés dans le championnat. |
| Guatemala: Aurora FC CSD Comunicaciones IGSS CSD Municipal Tipografía Nacional Universidad SC Antigua GFC Guatemala Deportivo Botrán Xelaju MC Cobán Imperial Guatemala Juventud Escuintleca Guatemala Deportivo Marquense Guatemala Deportivo Botrán Xelaju MC                                                           |

Ce tableau présente les douze équipes qualifiées pour disputer le championnat 1964-1965. On y trouve le nom des clubs, le nom des stades dans lesquels ils évoluent ainsi que la capacité et la localisation de ces derniers.
| Club                 | Stade                         | Capacité          | Ville             |
| Antigua GFC          | Stade Pensativo               | 10 000            | Antigua Guatemala |
| Aurora FC            | Stade de l'Ejército           | 13 300            | Guatemala City    |
| Deportivo Botrán     | Stade inconnu                 | Capacité inconnue | Quetzaltenango    |
| Cobán Imperial       | Stade Verapaz                 | 15 000            | Cobán             |
| CSD Comunicaciones   | Stade Mateo Flores            | 30 000            | Guatemala City    |
| Juventud Escuintleca | Stade Ricardo Muñoz Gálvez    | 3 000             | Escuintla         |
| IGSS                 | Stade inconnu                 | Capacité inconnue | Guatemala City    |
| Deportivo Marquense  | Stade Marquesa de la Ensenada | 10 000            | San Marcos        |
| CSD Municipal        | Stade Mateo Flores            | 30 000            | Guatemala City    |
| Tipografía Nacional  | Stade La Pedrera              | Capacité inconnue | Guatemala City    |
| Universidad SC       | Stade de la Revolución        | 5 000             | Guatemala City    |
| Xelaju MC            | Stade Mario Camposeco         | 11 000            | Quetzaltenango    |

## Compétition
Les douze équipes affrontent à deux reprises les onze autres équipes selon un calendrier tiré aléatoirement.
Le classement est établi sur l'ancien barème de points (victoire à 2 points, match nul à 1, défaite à 0).
Le départage final se fait selon les critères suivants :
- Le nombre de points.
- La différence de buts générale.
- Le nombre de buts marqué.

### Classement
| Rang | Équipe               | Pts | J  | G  | N | P  | Bp | Bc | Diff |
| ---- | -------------------- | --- | -- | -- | - | -- | -- | -- | ---- |
| 1    | Aurora FC            | 37  | 22 | 17 | 3 | 2  | 56 | 19 | +37  |
| 2    | CSD Municipal T      | 31  | 22 | 13 | 5 | 4  | 45 | 19 | +26  |
| 3    | CSD Comunicaciones   | 30  | 22 | 13 | 4 | 5  | 43 | 22 | +21  |
| 4    | Xelaju MC            | 26  | 22 | 10 | 6 | 6  | 38 | 32 | +6   |
| 5    | Deportivo Botrán P   | 23  | 22 | 8  | 7 | 7  | 38 | 32 | +6   |
| 6    | IGSS                 | 22  | 22 | 8  | 6 | 8  | 37 | 33 | +4   |
| 7    | Deportivo Marquense  | 20  | 22 | 8  | 4 | 10 | 29 | 27 | +2   |
| 8    | Universidad SC       | 19  | 22 | 8  | 3 | 11 | 32 | 45 | -13  |
| 9    | Cobán Imperial P     | 19  | 22 | 7  | 5 | 10 | 27 | 44 | -17  |
| 10   | Tipografía Nacional  | 17  | 22 | 7  | 3 | 12 | 31 | 53 | -22  |
| 11   | Juventud Escuintleca | 13  | 22 | 5  | 3 | 14 | 34 | 54 | -20  |
| 12   | Antigua GFC          | 7   | 22 | 1  | 5 | 16 | 19 | 49 | -30  |

| Légende : Qualifications et relégations | Légende : Qualifications et relégations          |
| --------------------------------------- | ------------------------------------------------ |
|                                         | Relégué en Primera División de Guatemala         |
|                                         | T Tenant du titre P Promu de la saison 1963-1964 |

## Bilan du tournoi
| Championnat du Guatemala de football 1964-1965 |                         |
| Champion                                       | Aurora FC               |
| Dauphin                                        | CSD Municipal           |
| Promotions et relégations                      |                         |
| Promus en Liga Nacional de Guatemala           | Deportivo Sanarate      |
| Promus en Liga Nacional de Guatemala           | Deportivo Suchitepéquez |
| Relégués en Primera División de Guatemala      | Juventud Escuintleca    |
| Relégués en Primera División de Guatemala      | Antigua GFC             |